# Euphysora annulata
Euphysora annulata är en nässeldjursart som beskrevs av Paul Torben Lassenius Kramp 1928. Euphysora annulata ingår i släktet Euphysora och familjen Corymorphidae. Inga underarter finns listade i Catalogue of Life.